# Obusier de 120 mm C modèle 1890
Der Obusier de 120 mm C modèle 1890 (Haubitze 120 mm C Modell 1890), auch 120 mm Baquet (nach dem Konstrukteur Capitaine Louis Henry Auguste Baquet) genannt, war eine französische mittlere Feldhaubitze am Ende des 19. Jahrhunderts. Sie wurde 1890 eingeführt und nur in der französischen Artillerie des Ersten Weltkrieges eingesetzt. (Das „C“ steht für court – also „kurz“.)

## Beschreibung
Im Jahre 1886 wurde ein neues Geschütz gefordert, das über genügend Beweglichkeit verfügte, um es in der Feldartillerie einsetzen zu können, und das steilfeuertauglich war.
Als Ergebnis wurde 1890 eine Haubitze mit einer hydraulischen Rücklaufbremse eingeführt. Im August 1914 waren die fünf schweren Artillerieregimenter mit insgesamt 84 Haubitzen ausgestattet. Die Munitionsdotierung betrug pro Haubitze 400 Granaten. Insgesamt wurden von diesen Granaten 1.280.000 Stück angefertigt, womit rein rechnerisch auf jedes Geschütz ca. 15.000 Granaten entfielen.
Das Geschütz spielte auch eine Rolle in der sogenannten Dreyfus-Affäre, in der dem Capitaine der Artillerie Alfred Dreyfus vorgeworfen wurde, er habe die technischen Daten der Haubitze den Deutschen verraten (oder verraten wollen).

## Weitere technische Daten
- effektive Kampfentfernung = 5.800 m
- Gewicht in Fahrstellung = 1,475 t
- Geschossgewicht = 18–20 kg